# Alexandre Lambert de Soyrier
Pour les articles homonymes, voir Lambert.
Alexandre Lambert ou Lambert de Soyrier, né le 3 avril 1632 à Chambéry et mort le 28 septembre 1706 à Ivrée, est un ecclésiastique savoyard, qui fut évêque d'Aoste (1692-1698), puis évêque d'Ivrée (1698-1706).

## Biographie

### Origine
Alexandre Lambert est issu d'une famille noble savoyarde. Il est le fils d'André Lambert de La Roche, seigneur de Soyrier († 8 mai 1651) et de Bernardine Mathieu. Il naît à Chambéry le 3 avril 1632.
La famille Lambert, seigneur de Soyrier, distinct des Lamberts ayant donné deux évêques de Genève, porte : d'azur à deux heaumes d'argent, affrontés au chef, au croissant d’or, montant en pointe.

### Ministère sacerdotal et épiscopal
Il est vicaire à l'évêché de Grenoble, lorsqu'il est nommé évêque d'Aoste par Victor-Amédée II de Savoie en 1691. Le Pape Léon XII accepte sa promotion le 27 novembre 1691 mais ne le confirme évêque que le 25 juin 1692. Il est conscaré évêque par le cardinal Fabrizio Spada dans l'église Saint-Dominique et Saint-Sixte le 30 juin. Il prend possession de son diocèse le 22 juillet suivant. Le 21 juillet 1696 la Congrégation des Rites en réponse à une question de l'évêque préconise l'utilisation dans le diocèse du seul missel et bréviaire romain alors que celui-ci était en concurrence avec le missel utilisé pour le « rite valdôtain ». Dès le 12 novembre 1698 il est transféré à l'évêché d'Ivrée ou il arrive le 28 décembre. Il meurt à Ivrée le 28 septembre 1706,.
Alexandre Lambert meurt à Ivrée, le 28 septembre 1706.